# Joachim Lundgren
Joachim Lundgren, född 1972 i Helsingborg, är en svensk fotograf.
Joachim Lundgren är utbildad vid Bergs School of Communication och Poppius journalistskola. I likhet med många andra välkända journalister, reportrar och fotografer gjorde han värnpliktstjänst på tidningen Värnpliktsnytt.
Under sin tid på Aftonbladet 1996–2002 gjorde Lundgren många uppmärksammade bildreportage från bland annat Afghanistan, Afrika, Kashmir, Rumänien, Sydamerika och Ryssland.
Lundgren är ansluten till franska bildbyrån Gamma och representeras av Söderberg Agentur i Sverige. Han har varit publicerad i bland annat Le Figaro, Conde Nast Traveller, Le Monde, Stern, Venti Quattro Magazine, Il Mundo Magazine, The Economist, Liberation, Veckans Affärer och Verdens Gang för vilka han gjort uppmärksammade bildreportage från bland annat Iran, Demokratiska Republiken Kongo, Västsahara, Mauretanien, Ryssland, USA, Kina och Japan.
2011 medverkade Lundgren i boken Views from Transit där han skildrar konstnären Lukas Göthman och dennes verk. 
2012 gjorde han ett bildreportage om svenska utlandssoldater i Afghanistan, skildrade ur ett nytt och oväntat perspektiv. Bilderna ställdes ut på Berns Salonger under Stockholm Fashion Week och under Fredsveckan i Uppsala.
2014 lyckades Lundgren som en av få svenska fotografer ta sig in i Nordkorea för att skildra människor och vardagsliv i den stängda diktaturen. Reportaget resulterade bland annat i ett stort bildreportage i tidningen Vi.
På senare tid har Joachim Lundgren även arbetat som reklamfotograf.

## Utmärkelser
1997 
- Årets Bild i klasserna Nyheter och Feature.
- Utsedd till Årets Opinionsbildare för Östersjöns miljö (reportage i Aftonbladet tillsammans med Jan Helin och Niklas Bodell).

1998 
- Årets Bild klasserna Feature och Porträtt.

1999 
- Årets Bild i klassen Porträtt.

2000 
- Årets Bild i klassen Vardagsliv.

2003 
- Årets Bild 2003 samt i klasserna Årets nyhetsbild utland och Bildreportage utland.

2004 
- POYi, Picture Of the Year International i klassen Porträtt.
- Årets Bild i klassen Bildreportage utland.
- Norska Årets Bild i klassen Internationellt bildreportage.

2005 
- Norska Årets bild i klassen Natur & Miljö.

2014
- Årets Bild i porträttklassen.